# Ghiacciaio Simmons
Il ghiacciaio Simmons (in inglese Simmons Glacier) è un ghiacciaio situato sulla costa di Walgreen, nella parte orientale della Terra di Marie Byrd, in Antartide. Il ghiacciaio, il cui punto più alto si trova a oltre 400 m s.l.m., è situato in particolare nella parte orientale della dorsale di Kohler e da qui fluisce verso nord scorrendo tra il monte Isherwood, a ovest, e il monte Strange, a est, fino a entrare nel ghiaccio pedemontano Maumee.

## Storia
Il ghiacciaio Simmons è stato mappato dallo United States Geological Survey grazie a ricognizioni terrestri dello stesso USGS e a fotografie aeree scattate dalla marina militare statunitense (USN) nel periodo 1959-1966; esso è stato poi così battezzato dal Comitato consultivo dei nomi antartici in onore di Harry S. Simmons, assistente della rappresentativa del Programma Antartico degli Stati Uniti d'America a Christchurch, in Nuova Zelanda, per quattro stagioni, dal 1969-70 al 1972-73, che fu anche in Antartide nel 1971 e nel 1973.